# سینما آزادی (مستند)
سینما آزادی نام فیلمی دربارهٔ یکی از سینماهای سوسنگرد، شهری در استان خوزستان است که بعد از مدت‌ها ویران شده‌است.
این فیلم در دفتر هنرهای تصویری حوزهٔ هنری خوزستان تهیه شده و نویسنده و کارگردان آن، فیلمساز عرب خوزستانی مهدی طرفی است.
این فیلم به زبان عربی می‌باشد. مهدی طرفی کارگردان این فیلم سعی داشته در این فیلم فرهنگ عرب خوزستانی و ارتباط آنان با سینما را نشان دهد.

## جوایز
مستند سینما آزادی تاکنون در جشنواره‌های متعددی شرکت داشته‌است و در کارنامهٔ آن می‌توان به کسب افتخارات زیر اشاره کرد:
- برنده جایزه بهترین فیلم کوتاه جشنواره ابوظبی
- بهترین فیلم بخش پرتره جشنوارهٔ پروین اعتصامی تهران
- جایزهٔ بهترین کارگردانی و تدوین از جشنواره ی فیلم بین المللی آسا تهران
- جایزهٔ بهترین فیلم مستند تحقیقی جشنوارهٔ جوان ایرانی
- کاندید بهترین گفتار متن جشنوارهٔ بین المللی سینما حقیقت [۲]
- این فیلم کوتاه، در بخش مسابقه فیلم‌های کوتاه، چهارمین دوره جشنواره فیلم ابوظبی در شهر ابوظبی در کشور امارات متحده عربی به نمایش درآمد و توانست جایزه نقدی ۲۵ هزار دلاری و تندیس بهترین فیلم کوتاه بخش مستند این جشنواره را مشترکاً با فیلم کوتاه «چهره زشت یک شهر» به کارگردانی «پیتر کینگ» از کشور انگلستان را از آن خود کرد.[۳]